# 護法一揆
護法一揆（ごほういっき）とは、明治時代初期に起こった廃仏毀釈などの現象に対する、仏教（宗教）への護法（信仰）を掲げて起こされた一揆（活動・暴動）のこと。特に真宗大谷派の僧侶・信者による一揆を指す場合がある。

## 概要
新政府による、文明開化・近代化の行財政改革に対して、仏教の僧侶・信者の間でこれに抵抗する動きが発生した。中には一揆に訴える者もおり、実際に発生した一揆及び未遂事件の中には、真宗大谷派の者が多く含まれていたことから、同派との関係で研究されることが多い。ただし、実際には役人・豪商・地主などへの攻撃や、地租改正などの政策に対する反発、洋学や耶蘇に対する反発も含まれ、地租改正反対一揆や世直し一揆としての側面も有していた。
護法一揆、またはその未遂事件は10件ほど知られており、それは明治3年（1870年）から明治6年（1873年）の間に集中している。特に大規模な一揆として、明治4年（1871年）に三河国碧海郡・幡豆郡（特に菊間藩飛領地域）で発生した「三河大浜騒動」、明治5年（1872年）に越後国の信濃川流域で発生した「新潟県分水一揆（信越地方土寇蜂起）」、明治6年（1873年）に越前国大野郡・今立郡・坂井郡で発生した「越前護法大一揆（福井県大野・今立・坂井郡一揆）」などが挙げられる。